# Хорлупівська сільська рада
Хорлупівська сільська рада — орган місцевого самоврядування у Ківерцівському районі Волинської області з адміністративним центром у с. Хорлупи.

## Населені пункти
Сільській раді підпорядковані населені пункти:
- с. Хорлупи
- с. Пальче

## Населення
Згідно з переписом УРСР 1989 року чисельність наявного населення сільської ради становила 1154 особи, з яких 510 чоловіків та 644 жінки.
За переписом населення України 2001 року в сільській раді мешкали 1092 особи.

### Мова
Розподіл населення за рідною мовою за даними перепису 2001 року:
| Мова       | Відсоток |
| ---------- | -------- |
| українська | 99,82 %  |
| російська  | 0,18 %   |

## Склад ради
Рада складається з 16 депутатів та голови.

## Керівний склад сільської ради
| ПІБ                            | Основні відомості                                                                       | Дата обрання | Дата звільнення |
| ------------------------------ | --------------------------------------------------------------------------------------- | ------------ | --------------- |
| Снігарук Леонід Якович         | Сільський голова, 1952 року народження, освіта, безпартійний                            | 26.03.2006   | 31.10.2010      |
| Снігарук Леонід Якович         | Сільський голова, 1952 року народження, освіта вища, безпартійний                       | 31.10.2010   | 15.12.2013      |
| Протасюк Олександр Миколайович | Сільський голова, 1965 року народження, освіта середня спеціальна, член Партії регіонів | 15.12.2013   |                 |

Примітка: таблиця складена за даними джерела